# كيت راوورث
كيت راورث (بالإنجليزية: Kate Raworth)‏ هي خبيرة اقتصادية إنجليزية تعمل في جامعة أكسفورد وجامعة كامبريدج. وهي معروفة بعملها في «اقتصاديات الدونات» ، والتي تفهمها على أنها نموذج اقتصادي يوازن بين الاحتياجات البشرية الأساسية وحدود الكوكب.

## السيرة الشخصية
حصلت راوورث على مرتبة الشرف الأولى في السياسة والفلسفة والاقتصاد في جامعة أكسفورد وتبعها بدرجة الماجستير في اقتصاديات التنمية. من 1994 إلى 1997 عملت على تعزيز تنمية المشاريع الصغيرة في زنجبار كزميلة في معهد التنمية لما وراء البحار. من 1997 إلى 2001 كانت خبيرة اقتصادية وشاركت في تأليف تقرير التنمية البشرية لبرنامج الأمم المتحدة الإنمائي ، وكتبت فصولاً عن العولمة والتقنيات الجديدة واستهلاك الموارد وحقوق الإنسان. من 2002 إلى 2013 كانت باحثة أولى في منظمة أوكسفام. وهي حاليًا زميلة أبحاث أولى ومُدرِّسة وعضو مجلس استشاري في معهد التغيير البيئي بجامعة أكسفورد. وهي أيضًا زميلة أولى في معهد كامبريدج لقيادة الاستدامة.  
في عام 2017 ، نشرت دونات إيكونوميكس: سبع طرق للتفكير مثل اقتصادي القرن الحادي والعشرين ، وهو اقتراح مضاد لتعميم التفكير الاقتصادي الذي يصوغ شروطًا لاقتصاد مستدام. تدعو في هذا الكتاب إلى إعادة النظر في أسس العلوم الاقتصادية. بدلاً من التركيز على نمو الاقتصاد ، تركز على نموذج حيث يمكن ضمان حصول كل شخص على وجه الأرض على احتياجاته الأساسية ، مثل الغذاء والتعليم الكافيين ، مع عدم تقييد الفرص للأجيال القادمة من خلال حماية نظامنا البيئي. تم إدراج الكتاب في القائمة الطويلة لجائزة 2017.